# Fernando García (diseñador)
Fernando García es un diseñador español. Ha ganado dos premios Goya en la categoría de mejor vestuario y ha estado nominado otras tres veces.

## Biografía
Junto a su hermano Antonio, es propietario de la firma sevillana «Antonio García». En 2017 su casa de moda obtuvo el Premio Bulevar Sur Trayectoria.
Durante su trayectoria como diseñador de vestuario a trabajado en producciones televisivas como La peste o Érase una vez…pero ya no, o en el mundo del cine con Atún y chocolate, Primos, 7 vírgenes, Lejos del mar, El hombre de las mil caras y Todos los nombre de Dios.
Ha estado nominado al Premio Goya en la categoría de mejor diseño de vestuario por las películas Grupo 7 en 2012, Un día perfecto en 2015 y El buen patrón en 2022.
En 2014 ganó su primer Premio Goya por el vestuario de la película La isla mínima.
En 2023 obtuvo el Premio Carmen de la Academia de Cine de Andalucía y su segundo Premio Goya, ambos premios por la película Modelo 77 de Alberto Rodríguez.

## Premios y nominaciones
| Año  | Premio        | Categoría       | Trabajo         | Resultado |
| ---- | ------------- | --------------- | --------------- | --------- |
| 2012 | Premio Goya   | Mejor vestuario | Grupo 7         | Nominado  |
| 2014 | Premio Goya   | Mejor vestuario | La isla mínima  | Ganador   |
| 2015 | Premio Goya   | Mejor vestuario | Un día perfecto | Nominado  |
| 2022 | Premio Goya   | Mejor vestuario | El buen patrón  | Nominado  |
| 2023 | Premio Goya   | Mejor vestuario | Modelo 77       | Ganador   |
| 2023 | Premio Carmen |                 | Modelo 77       | Ganador   |